# Michael Oenning
Michael Oenning (* 27. September 1965 in Coesfeld) ist ein deutscher Fußballtrainer.

## Karriere
Nach dem Abitur am Gymnasium Nepomucenum in Coesfeld absolvierte Michael Oenning ein Lehramtsstudium in den Fächern Deutsch und Sport an der WWU Münster. Er arbeitete von 1999 bis 2004 als Verbandstrainer beim Württembergischen Fußballverband. Von 2000 bis 2004 war er zudem im Trainerstab der deutschen U-18- und U-20-Jugendnationalmannschaften. Während der Fußball-Weltmeisterschaft 2002 war er als Partner des Fernsehjournalisten Marcel Reif für Premiere tätig.
Seine erste Station im Vereinsfußball war als Co-Trainer unter Holger Fach und danach Dick Advocaat bei Borussia Mönchengladbach von 2004 bis 2005. Anschließend war Oenning von Juli 2005 bis Januar 2006 als Co-Trainer von Holger Fach beim VfL Wolfsburg tätig, wobei er für ein Spiel erstmals die Aufgaben des Chef-Trainers übernahm. Von Sommer 2007 an betreute er die U19-Junioren des VfL Bochum. Diesen Vertrag löste er schon nach einigen Monaten Anfang 2008 auf und nahm ein Angebot des 1. FC Nürnberg an.

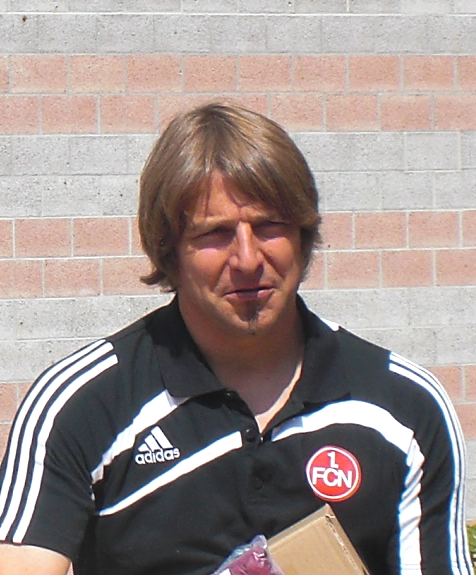
Oenning (2009)

Dort wurde er am 12. Februar des Jahres Co-Trainer von Thomas von Heesen. Nach dessen Rücktritt leitete er am 31. August 2008 beim 2:2 gegen Alemannia Aachen sein erstes Spiel als verantwortlicher Vereinstrainer. Eine Woche später erhielt er einen Vertrag als Cheftrainer bis zum 30. Juni 2009, der im Januar 2009 um zwei Jahre verlängert wurde. Unter Oenning gelang dem „Club“ nach zwei Siegen in den Relegationsspielen gegen Energie Cottbus im Sommer 2009 der Wiederaufstieg in die Bundesliga. Nachdem der 1. FC Nürnberg die Hinrunde der Bundesligasaison 2009/10 mit dem vorletzten Platz abgeschlossen hatte, wurde Oenning jedoch am 21. Dezember 2009 als Trainer beurlaubt. Sein Nachfolger wurde Dieter Hecking.
Seit der Saison 2010/11 war Oenning als Co-Trainer unter Armin Veh beim Hamburger SV engagiert. Nach der Beurlaubung von Armin Veh am 13. März 2011 übernahm er zusammen mit dem Cheftrainer der zweiten Mannschaft Rodolfo Cardoso das Team zunächst interimsweise bis Saisonende. Am 28. April 2011 unterschrieb Oenning einen neuen Zweijahresvertrag als Cheftrainer bis zum 30. Juni 2013. Nach saisonübergreifend 13 sieglosen Bundesligaspielen wurde er jedoch am 19. September 2011 im gegenseitigen Einvernehmen wieder als Cheftrainer entlassen. Der HSV stand zu diesem Zeitpunkt mit nur einem Punkt nach sechs Spieltagen am Tabellenende der Bundesliga. Im Juni 2012 betreute er zusammen mit Marcus Jung und Bastian Huber die deutsche Studentennationalmannschaft des DFB bei einer Reise nach Kolumbien.
Seit Januar 2016 war Oenning Trainer beim ungarischen Erstliga-Aufsteiger Vasas Budapest. In der Saison 2015/16 belegte die Mannschaft zum Ende der Saison den zehnten Platz und hielt die Klasse. In der Saison 2016/17 war Vasas Budapest unter Oenning nach zehn Spieltagen Tabellenführer und belegte letztlich den dritten Platz.
Am 14. November 2018 übernahm Oenning als Nachfolger von Jens Härtel die Zweitligamannschaft des 1. FC Magdeburg, die nach 13 Spieltagen mit 9 Punkten auf dem 17. Tabellenplatz stand. Er erhielt einen Vertrag bis zum Ende der Saison 2018/19. Unter ihm holte die Mannschaft bis zum 33. Spieltag 21 Punkte, womit der direkte Wiederabstieg vorzeitig feststand. Vor dem letzten Spieltag gab der Verein bekannt, dass man den auslaufenden Vertrag mit Oenning nicht verlängern werde. Am 14. Oktober 2019 wurde bekannt gegeben, dass er neuer Cheftrainer des griechischen Erstligisten Aris Thessaloniki sein wird. Nachdem er mit dem Klub in der Qualifikation der UEFA Europa League 2020/21 am ukrainischen Klub Kolos Kowaliwka gescheitert war, wurde er im September 2020 von seinem ehemaligen Spieler und jetzigen Aris-Manager Angelos Charisteas entlassen.
Am 23. Dezember 2020 verpflichtete der abstiegsbedrohte ungarische Erstligist Újpest Budapest Michael Oenning als Cheftrainer. Am Ende der Saison 2020/21 belegte die Mannschaft den sechsten Platz und gewann das Finale um den ungarischen Fußballpokal durch einen 1:0-Sieg nach Verlängerung gegen den Fehérvár FC. Mit Jahresende trennte sich Újpest von Oenning. Der Verein lag zu jenem Zeitpunkt auf dem zehnten Rang, zwei Punkte vor den Abstiegsrängen.
Im Januar 2022 wurde der deutsche Trainer des österreichischen Zweitligisten FC Wacker Innsbruck, bei dem er einen bis Juni 2023 laufenden Vertrag erhielt. Nach der Saison 2021/22 war Innsbruck jedoch insolvent und stieg in den Amateurbereich ab, woraufhin Oenning den Verein nach einer Halbsaison wieder verließ.
Am 20. August 2025 wurde Oenning Co-Trainer vom Ex-Bundesligaprofi Vahid Hashemian beim FC Persepolis. Er erhält beim iranischen Rekordmeister einen Einjahresvertrag.